# オックスフォードシューズ

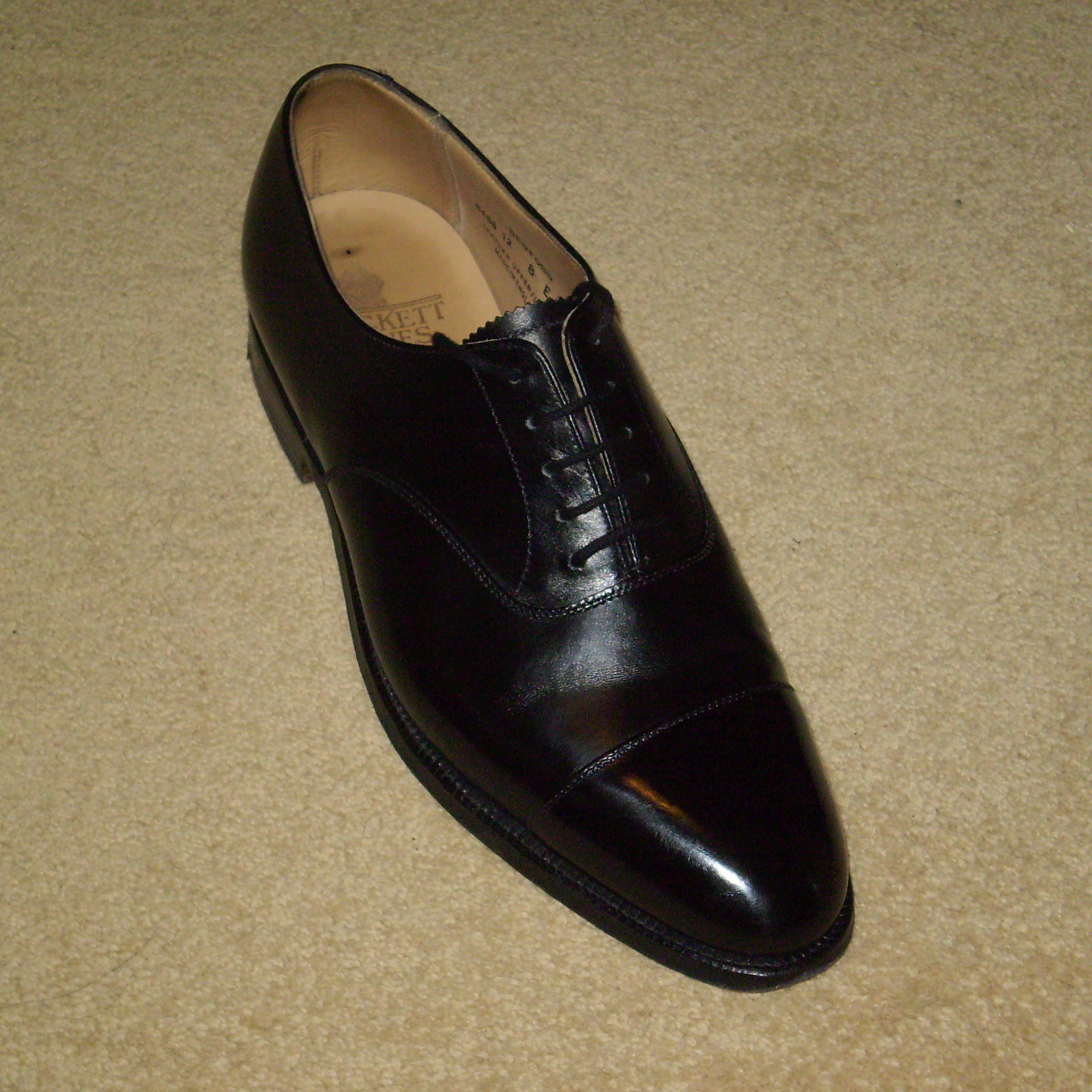
男性用キャップトゥ（つま先にキャップのように見える革の縫い目がある靴）のオックスフォードシューズ

オックスフォードシューズ（英: Oxford shoes）またはオックスフォード靴とは、鳩目を通して紐で結ぶ短靴の総称である。

## 歴史

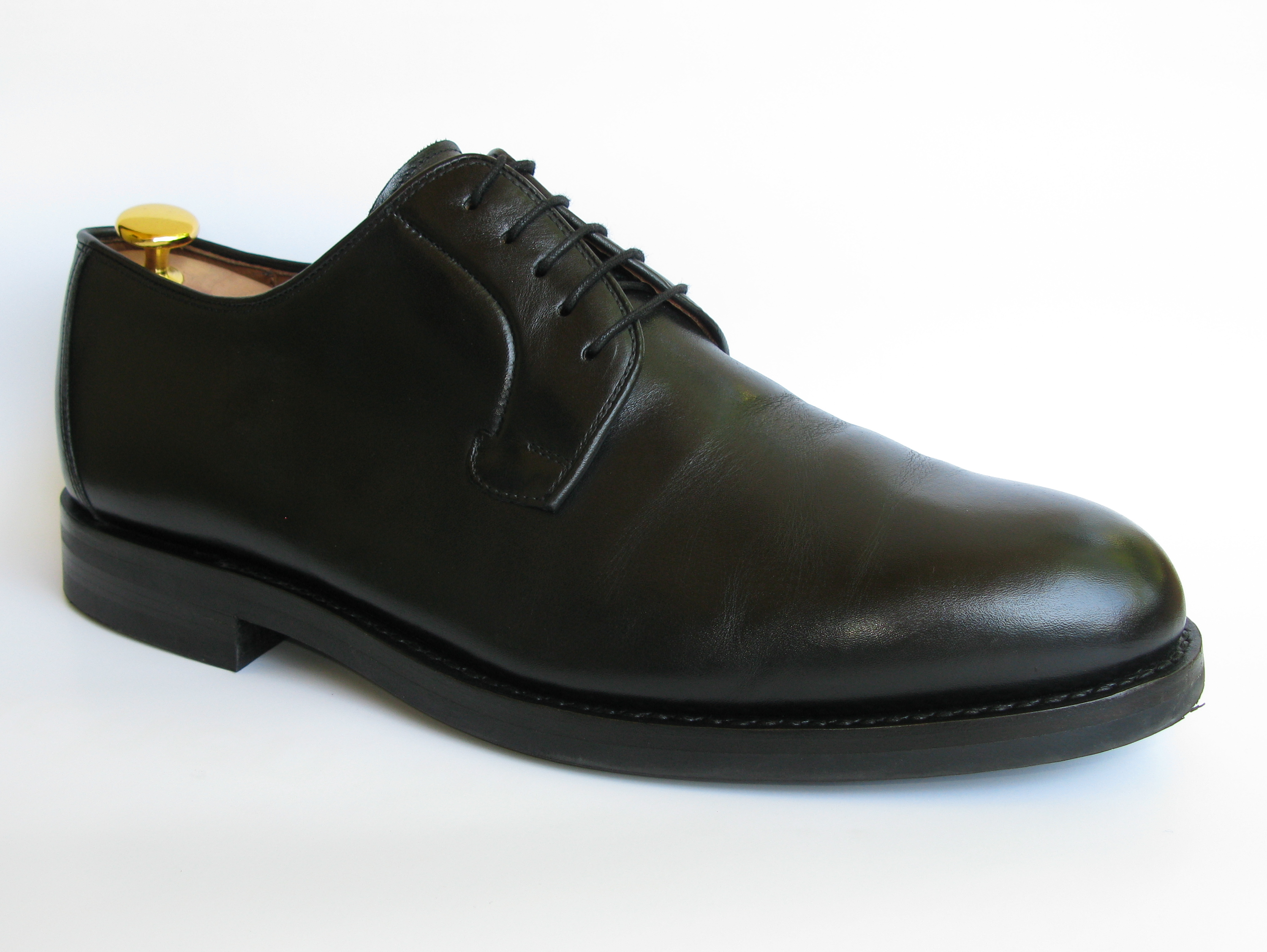
ブラッチャーシューズ

17世紀後半にオックスフォードの学生達がブーツ型の靴を短靴にして紐を通して履いたのが始まり。さらに19世紀初頭に外羽根式で、舌革を甲に被せて幅広く取り、その上に腰革を置くBlucher(ブラッチャー、ブルーチャー)という靴が考案される。19世紀中頃にヴィクトリア女王の夫アルバート公が、腰革が上部革とつながる内羽根式の Balmoral（バルモラル）型の靴を作らせた。
現在のオックスフォードシューズは、ブラッチャーとバルモラルの2種に大別される。

## 名前の由来
オックスフォードはオックスフォード大学、バルモラルはアルバート公が持つバルモラル城が由来である。ブラッチャー (Blucher) は、プロイセン王国の陸軍元帥ゲプハルト・レベレヒト・フォン・ブリュッヘル（Gebhard Leberecht von Blücher）が考案した脱ぎ履きしやすく、あらゆる人の足にフィットさせられる靴から来ている。